# The Columbian
The Columbian is een wolkenkrabber in Chicago, Verenigde Staten. De bouw van de woontoren begon in 2005 en werd in 2008 voltooid.

## Ontwerp
The Columbian is 157,66 meter hoog en telt 47 verdiepingen. Het postmodernistische gebouw is ontworpen door DeStefano + Partners, Ltd. en heeft een bakstenen gevel.
Het gebouw is 52,1 meter lang en 29,9 meter breedt. Het bevat 4 liften en 225 woningen. Naast woningen bevat het gebouw ook een parkeergarage en een fitnesscentrum.